# Rodolfo Moya
Rodolfo Antonio Moya Spuler (Concón, Chile, 27 de julio de 1979) es un exfutbolista chileno que jugaba en la posición de delantero. Forma parte de los diez jugadores que jugaron en los tres grandes del fútbol profesional chileno: Colo-Colo, Universidad de Chile y Universidad Católica. 

## Trayectoria
Moya hizo su debut profesional en Primera División con 15 años, 4 meses y 21 días, cuando su equipo Everton jugó un partido contra Unión Española, que terminó ganando el partido por 2-0. Después de cuatro años fue vendido a Universidad Católica, y luego al Austria Viena en el año 2001.
En 2002 hubo rumores que el jugador partiría a San Marcos De Arica pero el jugador no quiso ya que en una conferencia de prensa admitió No quiero irme a un equipo sin fútbol. Cuyas conferencias permitió que el interés por el jugador se rompieran.
Volvió a Chile el 2003 para jugar en Universidad de Chile, luego en Huachipato y en Deportes La Serena.
En la primera mitad del año 2007, Moyita fue transferido a Audax Italiano. Jugó con ese equipo en la Copa Libertadores 2007 en donde marcó cuatro goles y además alcanzó el subcampeonato de Primera División. En la segunda mitad del año, Moya fue transferido a Colo-Colo.
En Colo-Colo se coronó campeón del Torneo de Clausura de 2007 y del Clausura 2008. Uno de sus goles más recordado fue el que le convirtió a Boca Juniors en el estadio La Bombonera, en la derrota de su equipo por 4-3 válida por la Copa Libertadores 2008
Debido a las pocas oportunidades que tuvo en Colo-Colo con el técnico Hugo Tocalli, en el Torneo Clausura 2009 se fue a préstamo a Everton.
Es uno de los diez jugadores que jugó en los tres súper grandes del fútbol chileno: Universidad de Chile, Colo-Colo  y Universidad Católica
En 2016 es electo concejal por la comuna de Concón. En su puesto, en 2019 fue acusado de presuntamente acosar a una mujer en un gimnasio de la comuna de Concón.

## Selección nacional
Fue convocado a la Selección de fútbol de Chile por Nelson Acosta para un amistoso ante Lituania en 1998, preparatorio para el Mundial de Francia, donde ingresó al minuto 71 en reemplazo de Rodrigo Barrera. Al año siguiente, formó parte de una gira hacia Centroamérica, jugando 2 partidos.
En 2007, tras sus buenas actuaciones en Audax Italiano, nuevamente Nelson Acosta lo nomina para jugar partidos amistosos preparatorios para la Copa América. Tras no ser convocado a la copa continental, es Marcelo Bielsa quien lo vuelve a convocar para la fecha doble ante Uruguay y Paraguay, jugando en el primer partido, un empate 2:2 ante los charrúas.

### Participaciones en Clasificatorias a Copas del Mundo
| Eliminatorias                | País      | Resultado   | Posición | PJ | Goles |
| ---------------------------- | --------- | ----------- | -------- | -- | ----- |
| Eliminatorias Sudáfrica 2010 | Sudáfrica | Clasificado | 2º       | 1  | 0     |

### Partidos internacionales
| Partidos internacionales | Partidos internacionales | Partidos internacionales                                      | Partidos internacionales | Partidos internacionales | Partidos internacionales | Partidos internacionales | Partidos internacionales | Partidos internacionales | Partidos internacionales       |
| N.º                      | Fecha                    | Estadio                                                       | Local                    | Resultado                | Visitante                | Goles                    | Asistencias              | DT                       | Competición                    |
| ------------------------ | ------------------------ | ------------------------------------------------------------- | ------------------------ | ------------------------ | ------------------------ | ------------------------ | ------------------------ | ------------------------ | ------------------------------ |
| 1                        | 24 de abril de 1998      | Estadio Nacional, Santiago, Chile                             | Chile                    | 1-0                      | Lituania                 |                          |                          | Nelson Acosta            | Amistoso                       |
| 2                        | 17 de febrero de 1999    | Estadio Olímpico Mateo Flores, Ciudad de Guatemala, Guatemala | Guatemala                | 1-1                      | Chile                    |                          |                          | Nelson Acosta            | Amistoso                       |
| 3                        | 21 de febrero de 1999    | Lockhart Stadium, Fort Lauderdale, Estados Unidos             | Estados Unidos           | 2-1                      | Chile                    |                          |                          | Nelson Acosta            | Amistoso                       |
| 4                        | 18 de abril de 2007      | Estadio Malvinas Argentinas, Mendoza, Argentina               | Argentina                | 0-0                      | Chile                    |                          |                          | Nelson Acosta            | Amistoso                       |
| 5                        | 5 de junio de 2007       | Estadio Sylvio Cator, Kingston, Haití                         | Haití                    | 0-0                      | Chile                    |                          |                          | Nelson Acosta            | Amistoso                       |
| 6                        | 18 de noviembre de 2007  | Estadio Centenario, Montevideo, Uruguay                       | Uruguay                  | 2-2                      | Chile                    |                          |                          | Marcelo Bielsa           | Clasificatorias Sudáfrica 2010 |
| Total                    | Total                    | Total                                                         | Presencias               | 6                        | Goles                    | 0                        |                          |                          |                                |

| Selección chilena | Selección chilena | Selección chilena |
| Año               | Partidos          | Goles             |
| ----------------- | ----------------- | ----------------- |
| 1998              | 1                 | 0                 |
| 1999              | 2                 | 0                 |
| 2007              | 3                 | 0                 |
| Total             | 6                 | 0                 |

## Clubes
| Club                 | País    | Año       |
| -------------------- | ------- | --------- |
| Everton              | Chile   | 1994-1997 |
| Universidad Católica | Chile   | 1997-2000 |
| FK Austria Viena     | Austria | 2001-2002 |
| Universidad de Chile | Chile   | 2003      |
| Huachipato           | Chile   | 2004-2005 |
| Deportes La Serena   | Chile   | 2006      |
| Audax Italiano       | Chile   | 2007      |
| Colo-Colo            | Chile   | 2007-2009 |
| Everton              | Chile   | 2009      |
| Palestino            | Chile   | 2010      |
| Deportes La Serena   | Chile   | 2011      |

## Palmarés

### Campeonatos nacionales
| Título           | Club      | País  | Año    |
| ---------------- | --------- | ----- | ------ |
| Primera División | Colo-Colo | Chile | 2007-C |
| Primera División | Colo-Colo | Chile | 2008-C |